# کلای اوانز
کلای اوانز (به انگلیسی: Clay Evans) (زادهٔ ۲۸ اکتبر ۱۹۵۳) شناگر اهل کانادا است.